# Altare (Italia)
Altare ( (L'Atò in dialetto savonese, Artâ in dialetto genovese) è un comune italiano di 1 918 abitanti della provincia di Savona in Liguria.

## Geografia fisica

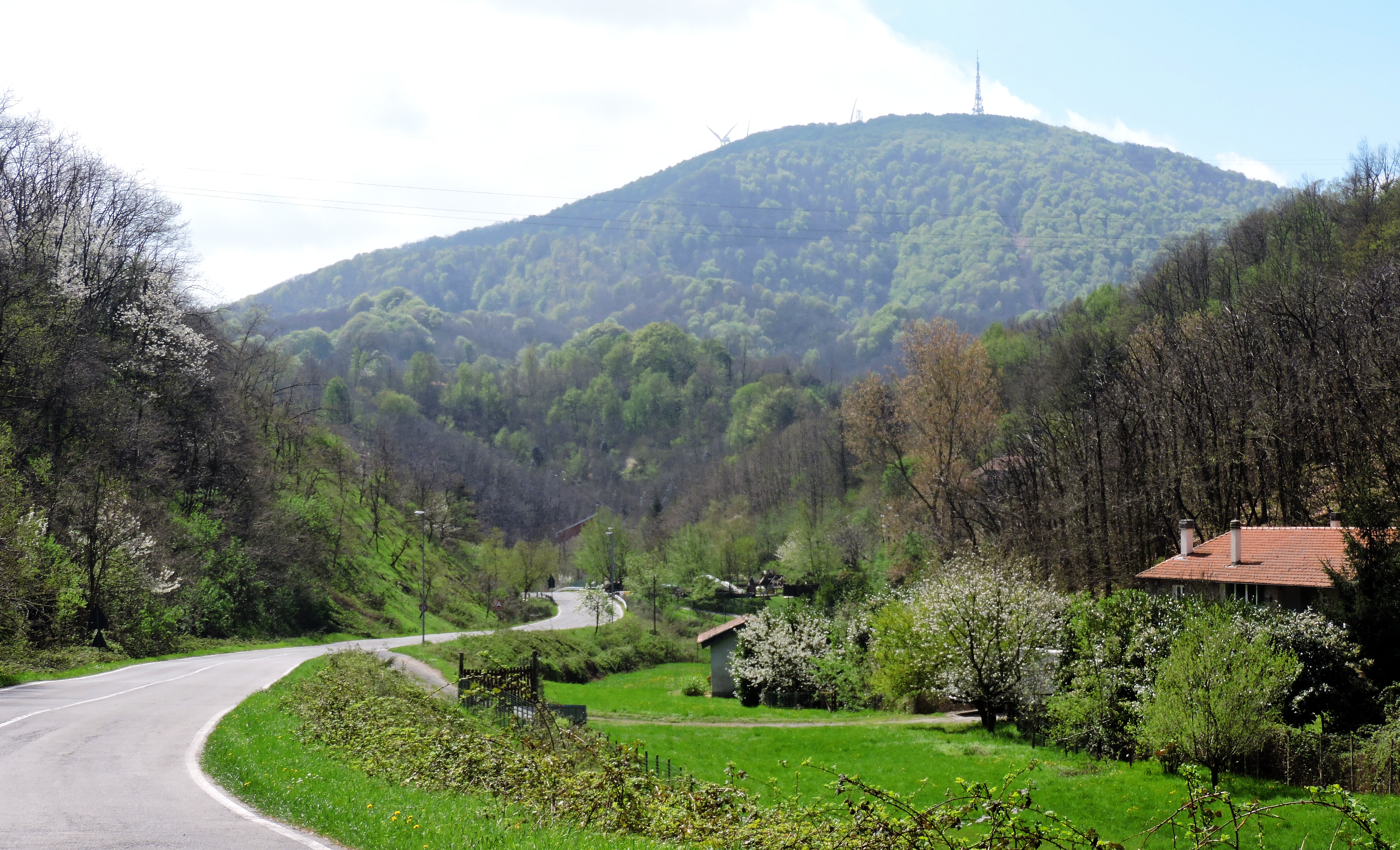
Il Monte Burot visto dal Colle di Santa Libera.

Talvolta erroneamente associato alla Val Bormida, il territorio comunale è situato nell'immediato entroterra rivierasco savonese a circa 11 km da Savona, capoluogo provinciale. Nella zona ad Est del Comune si trova la Bocchetta di Altare o Colle di Cadibona, punto di demarcazione convenzionale tra Alpi e Appennini.
La massima altitudine comunale è di 819 m s.l.m. presso la vetta del Monte Baraccone, altro monte importante è il Monte Burot (745 m s.l.m.) sulla cui sommità si trova l'omonimo Forte di Monte Burotto, risalente al XIX secolo.
Sull'estremo confine ad Ovest del Comune scorre il fiume Bormida di Mallare, affluente del fiume Tanaro, mentre nella zona verso Est vi nasce il fiume Letimbro che scende, attraversando Savona, fino al Mar Ligure.

## Storia

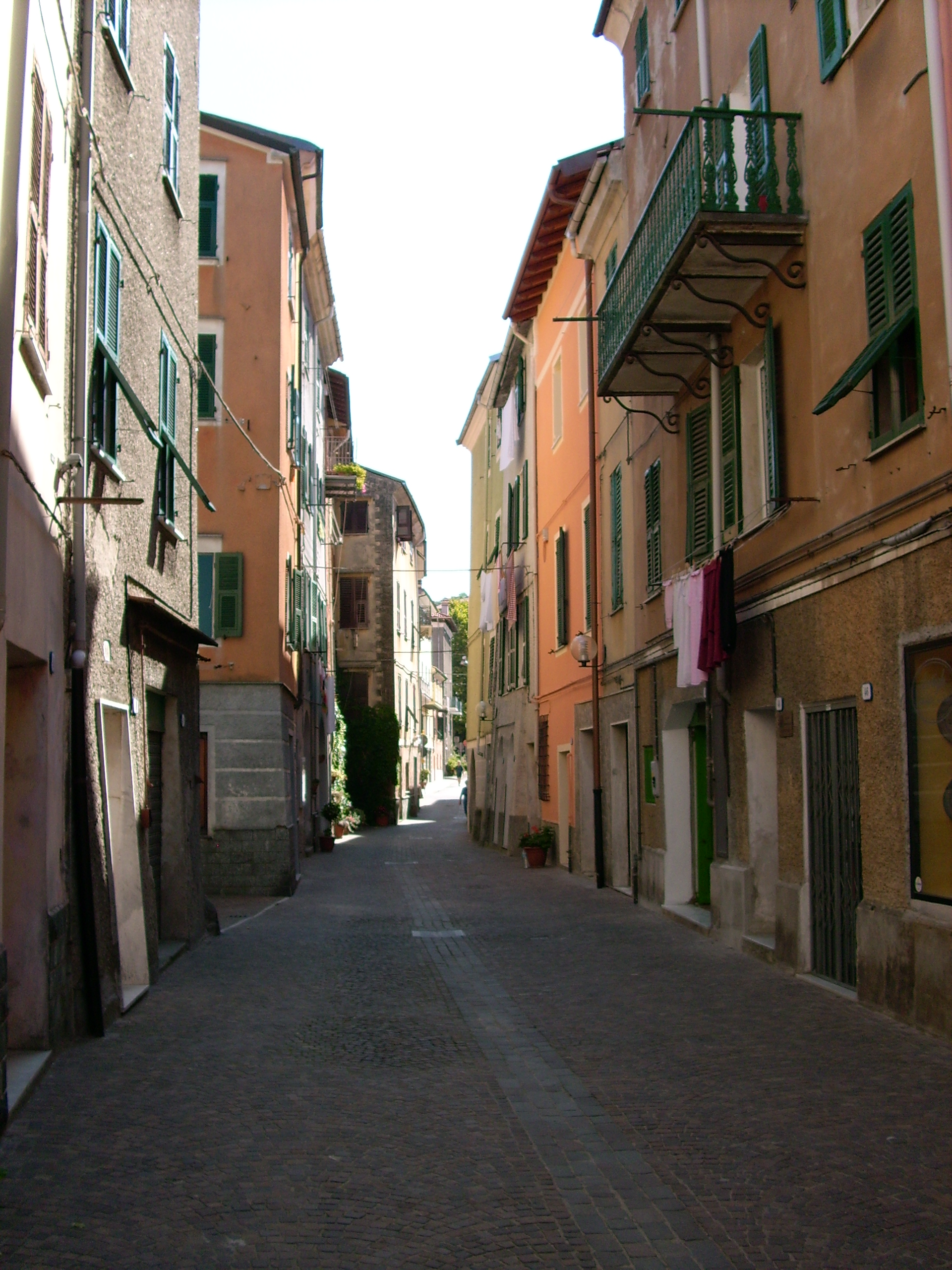
Il centro storico

### Percorso storico
Un primo insediamento sorse forse già in epoca romana lungo l'importante via commerciale tra la costa ligure e l'Oltregiogo. Dal X secolo il feudo di Altare dipenderà dai monaci benedettini del monastero di sant'Eugenio dell'isola di Bergeggi, inserito nei vasti possedimenti feudali dell'abbazia di Lerino, grazie a loro venne fondato il nuovo borgo nel XII secolo e l'antica parrocchiale di Sant'Eugenio (l'odierna chiesa della Santissima Annunziata), dedicata all'antico santo patrono di Altare poco distante dal tratto finale della Bormida di Mallare; gli stessi monaci saranno gli "importatori" dalla Francia dell'attività legata alla produzione e lavorazione del vetro, arte che farà nei secoli successivi la fortuna economica di Altare.
Nel 1142 il borgo venne ereditato da Enrico I Del Carretto detto "il Guercio", discendente di Bonifacio del Vasto, il quale si nominò nuovo marchese Del Carretto e ad Altare procedette a una nuova fortificazione del nucleo storico. Dal 1393 il territorio altarese fu inglobato nei possedimenti del Marchesato del Monferrato, sotto la guida del marchese Teodoro II del Monferrato, e proprio a quest'ultimo Giorgio Del Carretto donò un quarto del feudo di Altare e una porzione del locale castello; gli altri tre quarti del territorio altarese resteranno alle dipendenze dirette di Giovanni Del Carretto, fratello di Giorgio.
Una confisca delle terre di Altare alla famiglia Del Carretto avvenne nel 1446 per l'accusa da parte della Camera Ducale di "lesa maestà"; i marchesi del Monferrato divennero quindi consignori del feudo di Altare fino al 1538 quando Galeotto Del Carretto, possessore di un quarto del feudo, riuscì a riscattare l'intera porzione. Lo stesso marchese, assieme ai nipoti Gio Vincenzo e Gio Ambrogio, accordandosi con il principe del Monferrato, diede il consenso per i nuovi statuti sull'arte vetraia redatti nel 1512.
Nel 1536 il Monferrato passò sotto l'influenza della famiglia Gonzaga di Mantova e il feudo di Altare ceduto per permuta nel 1634 ai conti Sepozzi decretando la fine della dominazione carrettesca nel territorio altarese; solo nel 1641 Altare venne assoggettato alla famiglia mantovana.
Il territorio altarese fu eletto al rango di marchesato nel 1685-1686 con alla guida la marchesa Elisabetta Grandiglia Morra (o Morrà), quest'ultima "nelle grazie" del duca Ferdinando Carlo di Gonzaga-Nevers; nel 1701 il piccolo marchesato fu venduto ai fratelli Federico e Francesco Bartolomeo Millo di Celle Ligure dalla stessa marchesa. Nel 1708, come tutto il Monferrato, entrò a far parte del Regno di Sardegna seguendone le sorti storiche fino alla dominazione napoleonica di fine Settecento.
Con la dominazione francese il territorio di Altare rientrò dal 2 dicembre 1797 nel Dipartimento del Letimbro, con capoluogo Savona, all'interno della Repubblica Ligure. Dal 28 aprile del 1798 fece parte del VIII cantone, capoluogo Carcare, della Giurisdizione delle Arene Candide e dal 1803 centro principale del V cantone delle Arene Candide nella Giurisdizione di Colombo. Annesso al Primo Impero francese dal 13 giugno 1805 al 1814 venne inserito nel Dipartimento di Montenotte.
Nel 1815 Altare fu inglobato nel Regno di Sardegna, così come stabilì il Congresso di Vienna del 1814, e successivamente nel Regno d'Italia dal 1861. Dal 1859 al 1927 il territorio fu compreso nel IV mandamento di Cairo del circondario di Savona facente parte della provincia di Genova; nel 1927 anche il territorio comunale altarese passò sotto la neo costituita provincia di Savona.
Subisce gli ultimi aggiustamenti ai confini amministrativi nel 1952 e nel 1968 quando le furono aggregate alcune zone dei territori, rispettivamente, di Quiliano e di Savona.

### L'attività vetraria

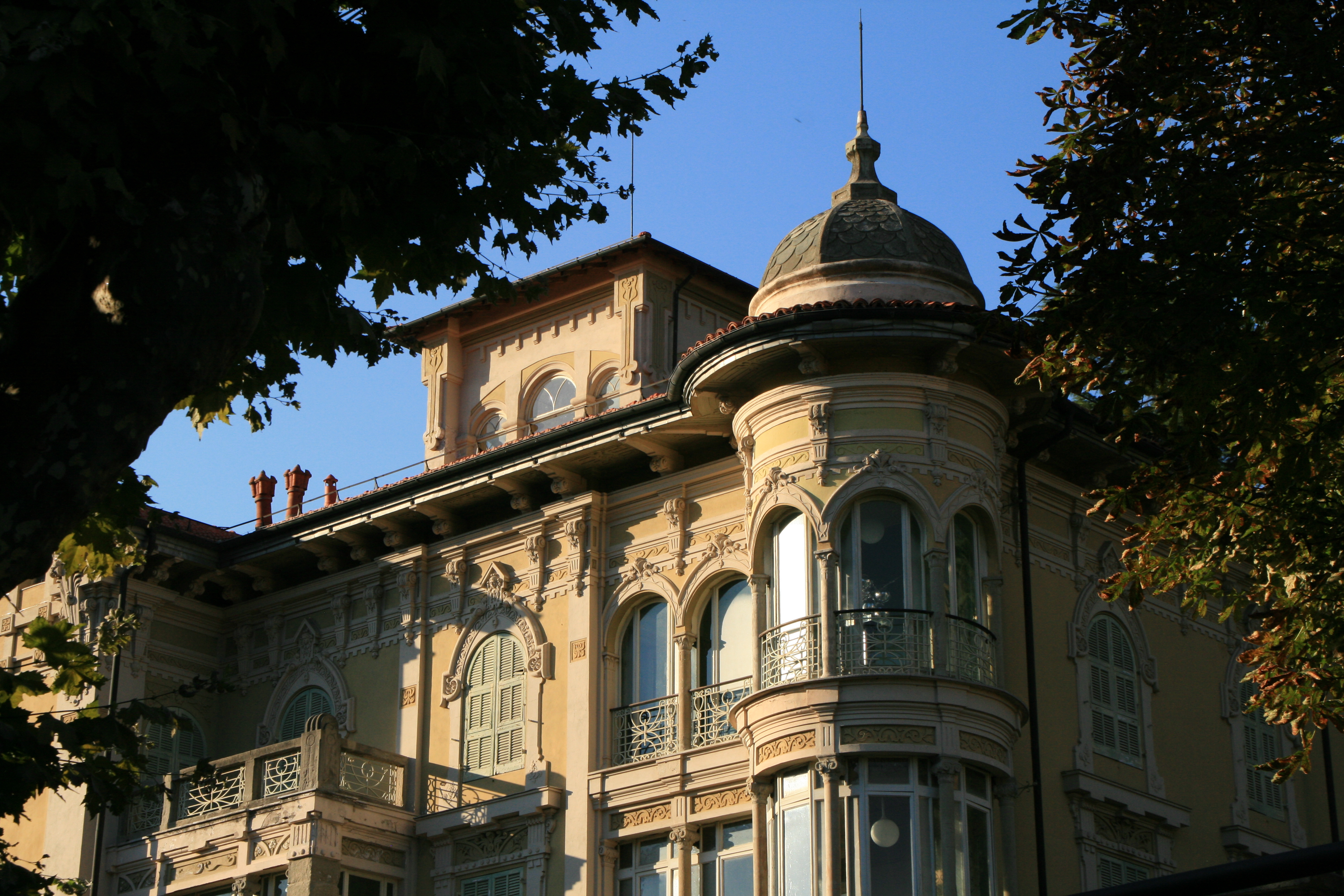
Villa Rosa, sede del museo del vetro di Altare

L'attività del vetro ad Altare si svolse ininterrottamente dal XII al XX secolo. In questi otto secoli di storia un cambiamento strutturale si verificò soltanto nel 1856, quando le fornaci si riunirono in un'unica azienda a carattere cooperativistico: la SAV (Società Artistico Vetraria). L'azienda si sviluppò rapidamente e acquistò prestigio. Continuò dal Medioevo la produzione di vetri d'uso "d'ogni sorta e maniera", di vetri per la farmacia e gli ospedali, di articoli di valore artistico, cui si aggiunsero, nel Novecento, vetri per la chimica resistenti agli sbalzi termici.
Dalle probabili origini benedettine ai primi nomi propri di vetrai, indicati negli atti notarili del XIII secolo, si passò nel secolo successivo, a un consolidamento di questa attività che si espresse negli atti notarili di uomini provenienti da Genova, da Venezia, da Savona, da Pisa e da alcuni paesi della val Bormida. Lo Statuto dell'Arte impose al forestiero il versamento, per la sua ammissione alla Corporazione, di lire trecento in moneta di Savona rimanendo per quattro anni "tizzatore" e per altri quattro apprendista, prima di ottenere la qualifica di "maestro". Con la fine del XV secolo, Altare raggiunse il numero di duecento maestri vetrai associati tra loro.
Nel porto di Savona, membri delle famiglie assistettero allo sbarco delle materie prime, in particolare del fondente e contemporaneamente alla spedizione dei manufatti in tutte le città della penisola, in Tunisia, in Spagna, in Provenza. Alcuni di loro pilotarono personalmente le imbarcazioni, proprie o prese a nolo, saettie, piccole galee.
Contemporaneamente costruirono fornaci nella penisola italica, sino a raggiungere, nel XVII secolo, il numero di "52 vetrerie". Già agli inizi del XV secolo si spinsero alla ricerca di zone ricche di legname e di sabbie pure come la Francia, la quale concesse ai vetrai alcuni privilegi fiscali. Dalla Provenza, alla Savoia, al Delfinato, al Poitou, alla Borgogna, alla Piccardia, a Lione, a Nevers, alla Bretagna, il dinamismo dei vetrai non conobbe sosta.
A Orléans, Bernardo Perotto, nato ad Altare il 26 giugno 1619, ottenne dal fratello del Re Sole, Filippo d'Orléans, il privilegio di costruire una vetreria, sulla quale il re Luigi XIV pose le insegne reali. Il 25 settembre 1688, il Perotto, dopo numerosi esperimenti da lui portati a compimento con ingentissime spese ottenne dal re Luigi XIV Regie Patenti per colare il cristallo su tavole, dandogli il colore desiderato. Il nuovo sistema di collaggio - che si sostituì alla soffiatura della lastra e permettendo la fabbricazione di specchi di grandezza superiore al metro quadrato - rimase l'unico procedimento industriale sino al 1920, quando innovativi processi di fusione permisero di rendere continua la colata.
Ad Altare nacque, nel 1856, la seconda cooperativa italiana, che seguì la prima in assoluto costituitasi a Torino nel 1854. La cooperativa di Altare era di produzione e lavoro ed era formata dai vetrai della città, avendo come scopo far fronte al peggioramento delle loro condizioni economiche causate dalla politica liberista del regno sabaudo, aggravate per di più da un'epidemia di colera.

### Simboli
Stemma
Lo sfondo dello stemma comunale è azzurro, con una fascia d'argento, su cui è raffigurato il rudere di un castello, fondato sulla campagna di verde, sormontato da una corona all'antica e accompagnato alla base da una fiamma. Il fuoco richiama la nobile arte del vetro, introdotta, secondo la tradizione, dai monaci benedettini dell'isola di Bergeggi, nei pressi di Savona, e ritenuta il fulcro dell'economia del comune; la fascia d'argento simboleggia il progettato canale napoleonico.
Gonfalone
(Descrizione araldica del gonfalone)
Bandiera

Lo stemma e il gonfalone sono stati concessi con decreto del presidente della Repubblica del 18 gennaio 1958.

## Monumenti e luoghi d'interesse

La chiesa parrocchiale di Sant'Eugenio nel centro storico di Altare

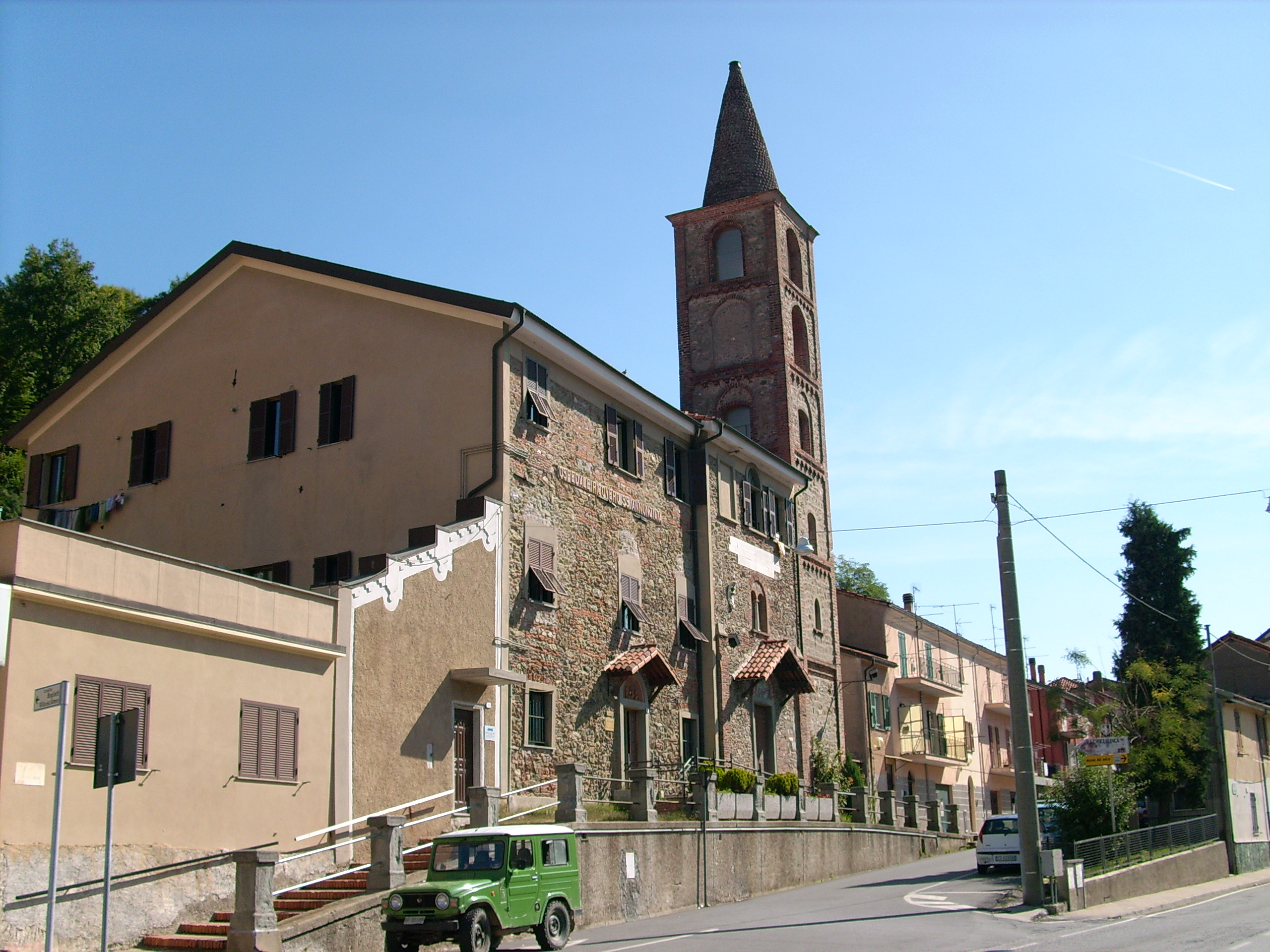
La chiesa della Santissima Annunziata

### Architetture religiose
- Chiesa parrocchiale di Sant'Eugenio nel centro storico di Altare, edificata tra il 1620 e il 1650.
- Chiesa della Santissima Annunziata, la prima parrocchiale del paese, fu eretta attorno alla metà del XII secolo dai monaci benedettini di Lerino del cenobio di Bergeggi; l'attuale chiesa è risalente al 1650.
- Chiesa di Nostra Signora dei Prati. La chiesa, intitolata alla Maria nascente, venne eretta dagli abitanti stessi intorno all'anno 1000. Gli affreschi conservati al suo interno, di caratteristiche artistiche locali, rappresenterebbero Scene di vita dei santi Nazario e Celso. Usata come camera ardente per i soldati durante la seconda guerra mondiale, dopodiché come magazzino tra gli anni cinquanta e novanta, dal 1992 è nuovamente aperta al culto religioso.
- Ex oratorio di San Sebastiano, costruito intorno al XVI secolo, fino al 2004 fu la sede provvisoria del museo del vetro.
- Oratorio di San Rocco, originariamente dedicato al protettore dei vetrai (san Filiberto abate), fu eretto nel 1590 e solo dopo la debellazione della pestilenza (che flagellò gli abitanti tra il 1628 e il 1631) fu intitolato a san Rocco.
- Cappella campestre di Santa Libera. Sita lungo la strada per Montenotte - frazione di Cairo Montenotte - fu eretta dalla locale famiglia Varaldi nel XVII secolo in un proprio podere. Sulla parete di fondo è ancora visibile parte dell'affresco raffigurante la santa titolare della cappella.

### Architetture civili
- Villa Agar. Edificata nel 1901 su iniziativa di monsignor Giuseppe Bertolotti, parroco di Altare, su progetto dell'architetto Nicolò Campora di Savona. Nel 1951 per volontà testamentaria viene lasciata al locale ospedale e ricovero della Santissima Annunziata e dal 1962 - dopo interventi di restauro - a sede attuale di una casa di riposo per anziani, posizionata lungo il viale de Caroli.
- Villa Bordoni. Residenza dell'importante famiglia dei Bordoni e costruita su progetto dell'architetto Alessandro Martinengo di Savona nel 1901 in posizione dominante sull'odierna via Gramsci, quest'ultima costituente la maggiore arteria del comune altarese. Sede del Comando della Divisione San Marco tra il 1943 e il 1945 e dopo un successivo intervento di trasformazione che ne ha alterato l'impianto originario cadde in uno stato di grave abbandono.
- Villa Rosa. Sede del museo dell'attività vetraria altarese e della biblioteca comunale, fu costruita su progetto dell'architetto Nicolò Campora tra il 1905 e il 1906[12] per volere di monsignor Giuseppe Bertolotti[12]. Inizialmente fu residenza estiva della famiglia Saroldi[12] finché, vincolata dal 1986[12], venne acquistata dall'allora Ministero per i Beni Culturali e Ambientali nel 1992[12]. La dimora, in stile Liberty, fu interessata in seguito e per un decennio[12] da radicali interventi restaurativi per opera della Soprintendenza per i Beni Architettonici e per il Paesaggio della Liguria. Nel 2004 la proprietà è passata, per convenzione, al Comune di Altare e alla Fondazione Istituto per lo Studio del Vetro e dell'Arte Vetraia[12].
- Ponte della Volta, citato per la prima volta in un documento del 1232, lungo l'antica strada di collegamento che dal borgo altarese conduceva a Carcare passando per Carpeneto; il ponte, visibile dalla strada statale 29 del Colle di Cadibona, è costituito da due archi ribassati in pietra e con larghezza della carreggiata limitata.

### Architetture militari

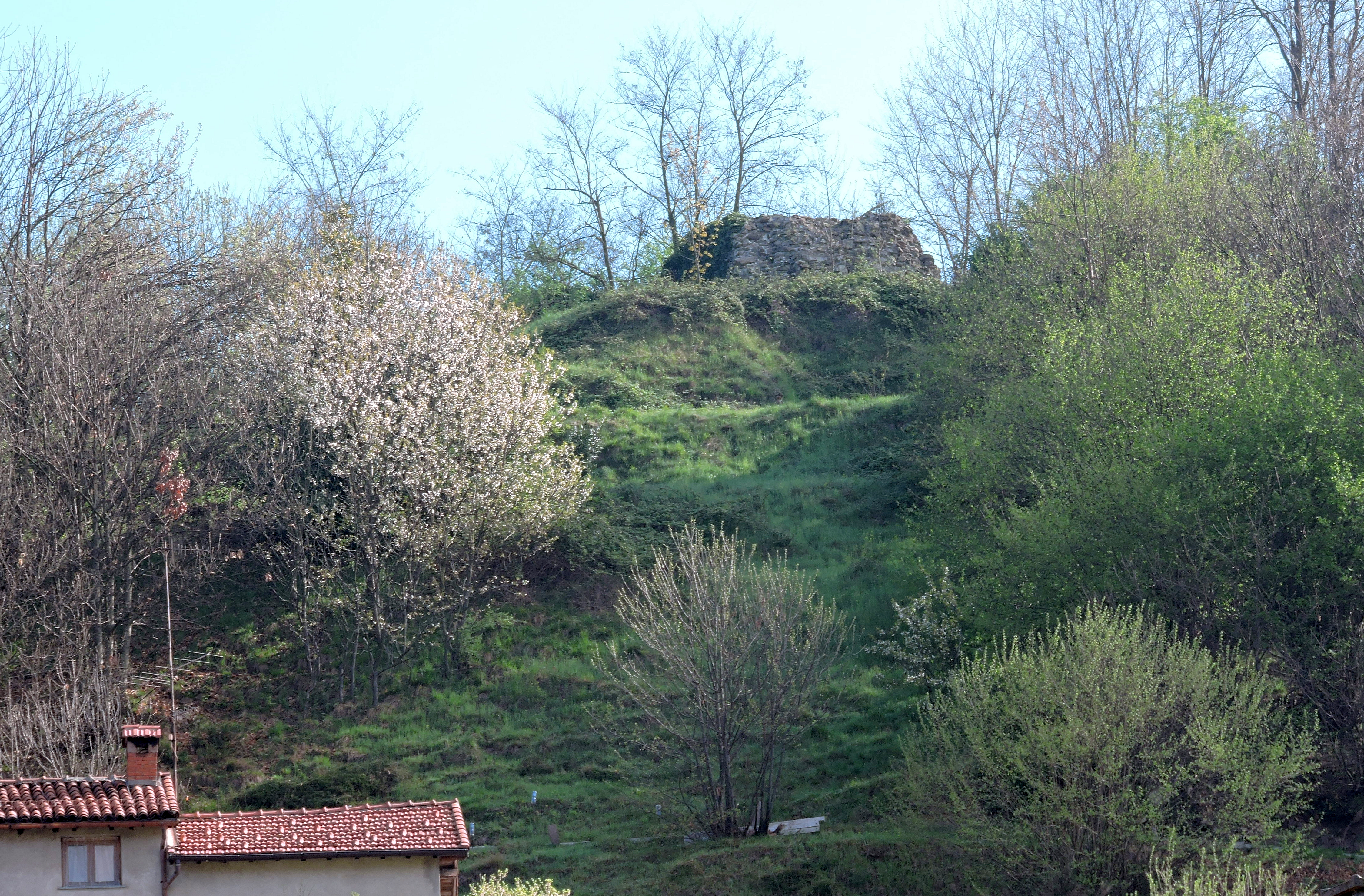
Ruderi del castello di Altare

- Castello marchionale di Altare. Eretto nel XII secolo a 464 m s.l.m. fu costruito per scopi principalmente difensivi dai marchesi di Savona; la prima citazione ufficiale è risalente al 1435. Possedimento quindi del Marchesato del Monferrato fu completamente demolito nel 1629 da Felice Carretto, marchese di Grana, per vendetta contro il dominio dei Gonzaga di Mantova. La strada che porta ai ruderi è oggi quasi inaccessibile, chiusa dall'intrico di fogliame e arbusti.
- Sbarramento e forte di Altare. Sito a 478 m s.l.m. presso la Bocchetta di Altare, l'origine della prima fortezza è probabilmente datata all'epoca napoleonica nella Campagna d'Italia e servì per il presidio dell'importante via di comunicazione tra la costa ligure e l'entroterra padano. L'odierna costruzione del forte di Altare fu realizzata tra il 1890 e il 1895 dal Regio Esercito e comprende le tre fortificazioni Tagliata di Altare, Cascinotto e Tecci. Affidato al 41º reggimento di fanteria di stanza a Savona e Imperia fu tra il 1943 e il 1945 occupato dai soldati tedeschi come deposito d'armi e magazzino. Secondo le fonti storiche il forte non fu mai interessato da conflitti a fuoco. Dal 1945 è di proprietà del demanio dello Stato italiano.
- Forte di Monte Burotto presso il monte omonimo, anch'esso facente parte, assieme alla batteria di Monte Baraccone, dello Sbarramento di Altare.
- Forte Baraccone, presso il monte omonimo. La postazione difensiva fu edificata nel XVII secolo dalla Repubblica di Genova per scoraggiare le sempre più frequenti incursioni e scontri tra la popolazione di Altare - feudo monferrino e poi sabaudo - e di Quiliano, quest'ultimo alleato dei genovesi. Nei pressi della fortificazione fu edificata dal Regno d'Italia una batteria, a supporto del forte di Monte Burotto (Sbarramento di Altare) e del forte Settepani (Sbarramento del Melogno).
- Batteria di Monte Baraccone presso il monte omonimo, postazione difensiva a supporto del forte di Monte Burotto, armata con sei cannoni da 12 GRC Ret.
- Il cimitero delle "Croci bianche". Gestito dal Ministero della Difesa - Commissariato Generale Onoranze Caduti in Guerra e realizzato dal generale Amilcare Farina, comandante della Divisione di fanteria di Marina "San Marco" durante la Repubblica Sociale Italiana, è un cimitero militare. Dall'ottobre 1944 ha accolto le salme dei caduti senza distinzione di nazionalità e di grado, ospita 331 salme di cui 227 militari dell'esercito repubblicano, 72 militari dell'esercito tedesco, 25 partigiani, 7 civili e 17 ignoti. Fra le salme del cimitero, anche i caduti dell'eccidio di Cadibona.

## Società

### Evoluzione demografica

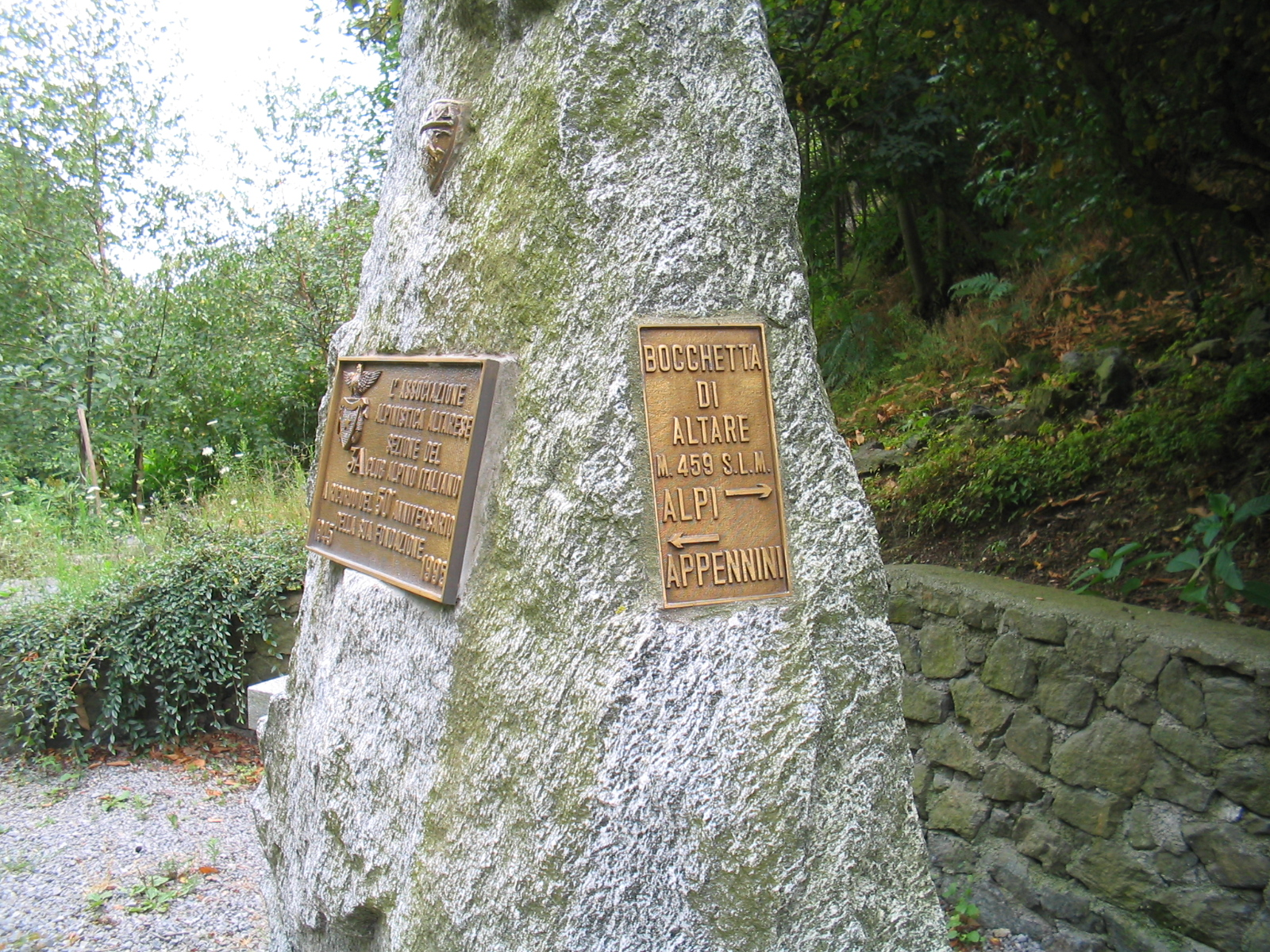
La Bocchetta di Altare

Abitanti censiti

### Etnie e minoranze straniere
Secondo i dati Istat al 31 dicembre 2019, i cittadini stranieri residenti ad Altare sono 228, pari al 10% della popolazione, così suddivisi per nazionalità, elencando per le presenze più significative:
1. Albania: 57
2. Marocco: 44
3. Romania: 25

### Lingue e dialetti
Ad Altare è tradizionalmente parlato un dialetto ligure.

## Cultura

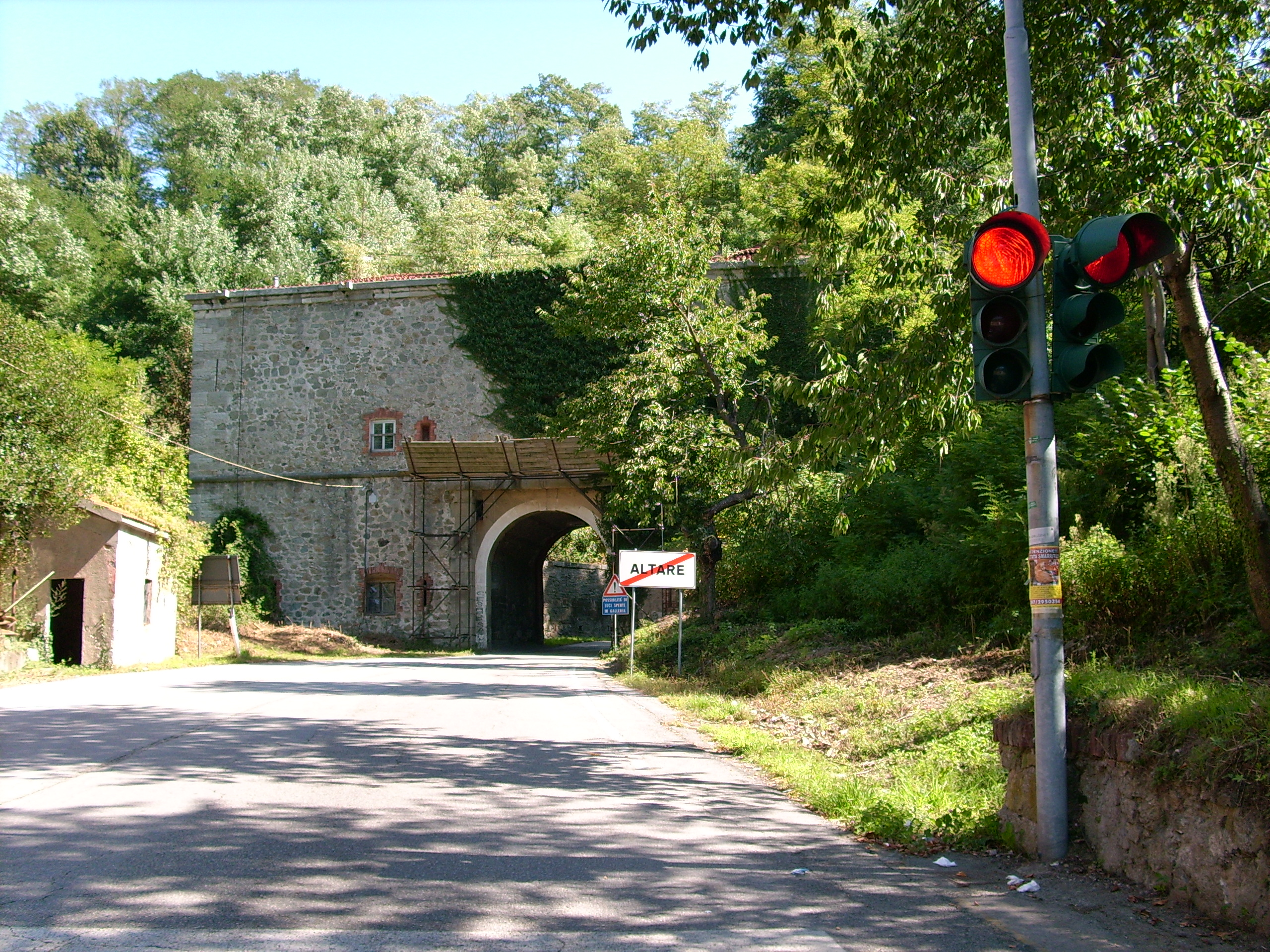
Lo sbarramento sulla SS 29 di Cadibona del forte Tagliata di Altare

### Istruzione

#### Biblioteche
- Biblioteca civica "Piero Tambani", aperta al pubblico nel 1963 inizialmente presso i locali di Villa Rosa. Oggi il patrimonio librario conta oltre seimila volumi.
- Biblioteca della musica "Cesare Bormioli", istituita nel 1991 e ospitata presso la locale scuola dell'Infanzia "Aldo Capasso".

#### Musei
- Museo dell'Arte Vetraria Altarese[16], ospitato nelle sale di Villa Rosa. Il sito museale ospita un'importante collezione vetraria di produzione locale, attività che nei secoli passati fece la fortuna economica del paese. Le opere sono datate a partire dal 1650 fino ai tempi odierni e raccoglie inoltre oggetti e utensili per la lavorazione del vetro.

## Geografia antropica
Il territorio comunale è costituito solo dal capoluogo comunale per una superficie territoriale di 11,3 km².
Confina a nord con il comune di Cairo Montenotte, a sud con Quiliano, a ovest con Carcare e Mallare, a est con Savona e Quiliano.

## Economia
Il paese di Altare è famoso per la sua arte vetraria. Nel 1982 è stato fondato l'ISVAV - Istituto per lo Studio del Vetro e dell'Arte Vetraria, il cui compito dichiarato è quello di divulgare la storia sociale, tecnica e artistica del paese e dei suoi vetrai.
Accanto a due vetrerie industriali è sempre viva nel centro storico la tradizionale attività vetraria artistica, rappresentata da due laboratori artigianali.

## Infrastrutture e trasporti

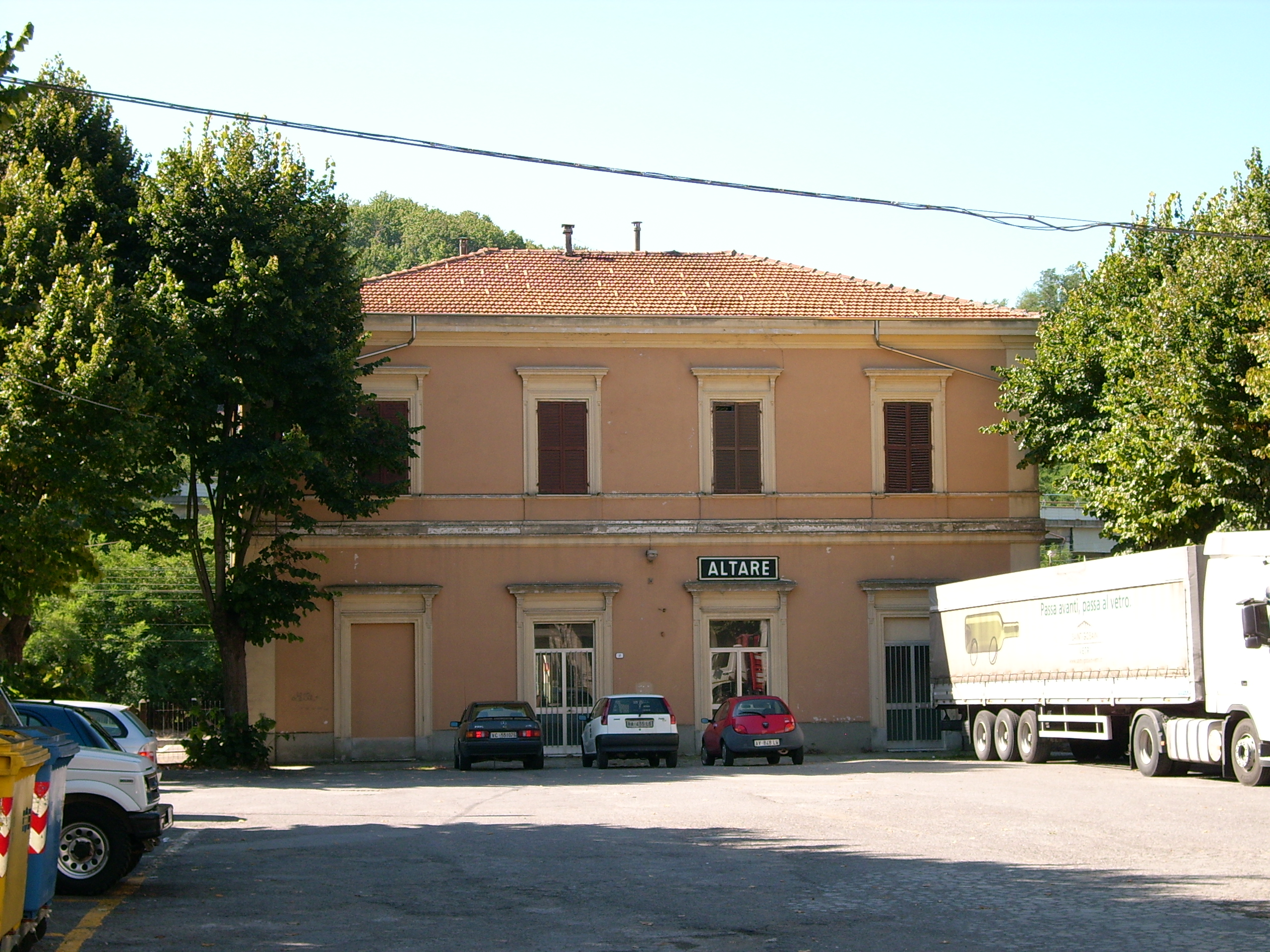
La stazione di Altare

### Strade
Il centro di Altare è attraversato dalla strada statale 29 del Colle di Cadibona che permette il collegamento stradale con Carcare, a ovest, e Quiliano a est.
Ulteriori collegamenti viari del territorio sono la provinciale 5 per Mallare e la provinciale 12 per raggiungere alcune frazioni e località di Cairo Montenotte. È presente il casello autostradale sull'autostrada A6 Torino-Savona.

### Ferrovie
Altare è dotata di una stazione ferroviaria sulla linea ferroviaria Torino-Fossano-Savona nel tracciato denominato tratta Savona-San Giuseppe di Cairo via Altare.

## Amministrazione

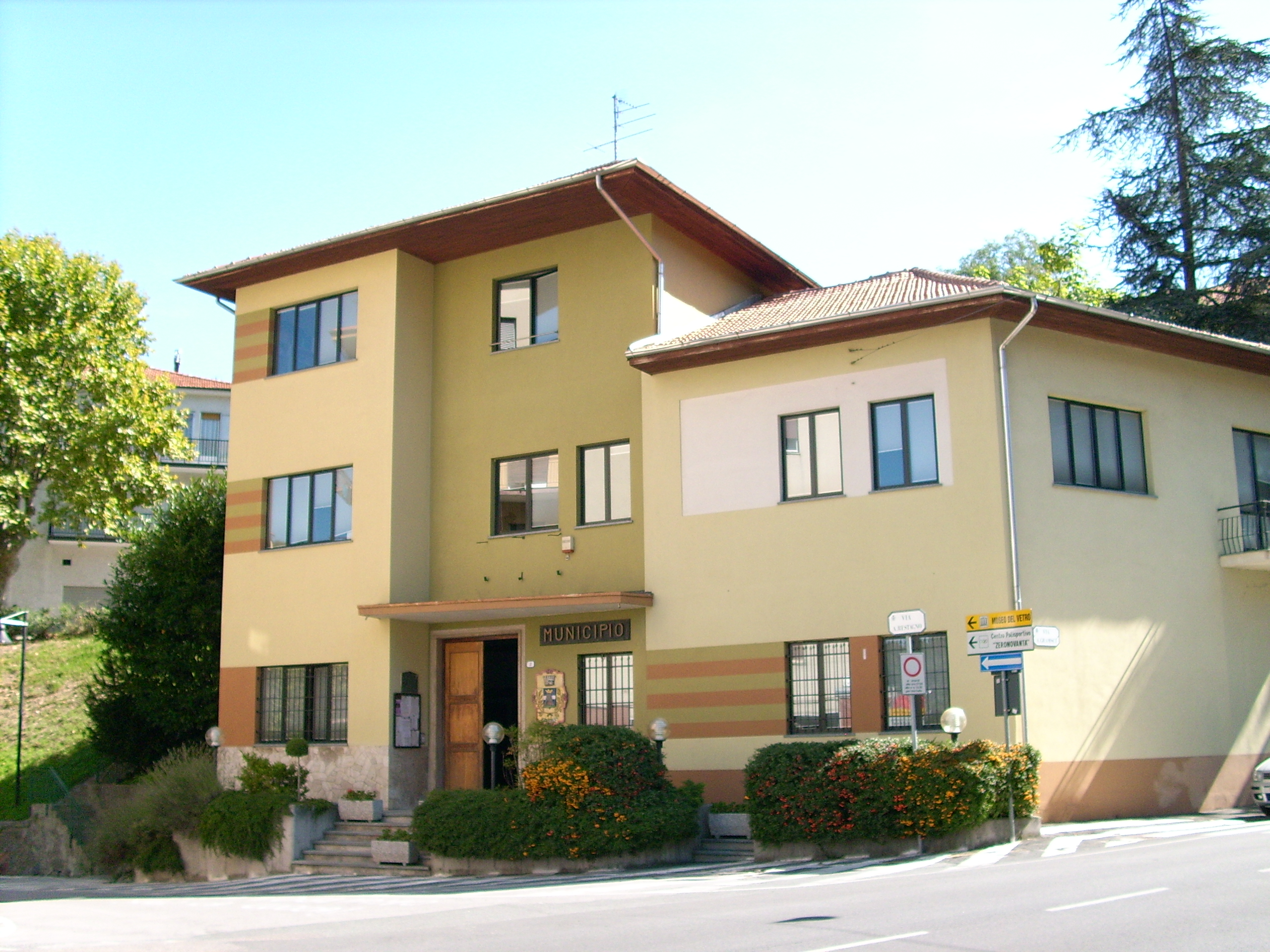
Il municipio

| Periodo          | Periodo          | Primo cittadino       | Partito                                                      | Carica         | Note   |
| ---------------- | ---------------- | --------------------- | ------------------------------------------------------------ | -------------- | ------ |
| 29 maggio 1985   | 29 maggio 1990   | Olga Beltrame         | Partito Comunista Italiano                                   | Sindaco        |        |
| 29 maggio 1990   | 22 giugno 1993   | Olga Beltrame         | Partito Comunista Italiano                                   | Sindaco        | [ 17 ] |
| 22 giugno 1993   | 22 novembre 1993 | Antonino Simula       |                                                              | Comm. straord. | [ 18 ] |
| 22 novembre 1993 | 17 novembre 1997 | Idalda Brondi         | Indipendente                                                 | Sindaco        |        |
| 17 novembre 1997 | 28 maggio 2002   | Idalda Brondi         | lista civica di centro                                       | Sindaco        |        |
| 28 maggio 2002   | 29 maggio 2007   | Olga Beltrame         | lista civica di centro-sinistra                              | Sindaco        |        |
| 29 maggio 2007   | 22 maggio 2012   | Giuseppe Flavio Genta | Alternativa concreta (lista civica di centro-destra)         | Sindaco        |        |
| 7 maggio 2012    | 12 giugno 2017   | Davide Berruti        | Noi oggi per Altare domani (lista civica di centro-sinistra) | Sindaco        |        |
| 27 giugno 2017   | 13 giugno 2022   | Roberto Briano        | Insieme per Altare (lista civica di centro-sinistra)         | Sindaco        |        |
| 13 giugno 2022   | in carica        | Roberto Briano        | Insieme per Altare (lista civica di centro-sinistra)         | Sindaco        |        |

## Sport

### Calcio
L'A.S.D. Altarese, società fondata nel 1929 e militante nel campionato di Prima Categoria, è il principale sodalizio cittadino.